# Joseph Olowu
Joseph Olugbenga Olowu (* 27. listopadu 1999) je nigerijský profesionální fotbalista, který hraje na pozici obránce za anglický klub Doncaster Rovers FC.

## Mládí a osobní život
Olowu se narodil v Ibadanu v Nigérii, v dětství se přestěhoval do Anglie. Je tak způsobilý reprezentovat na mezinárodní úrovni Anglii i Nigérii.

## Klubová kariéra
Olowu začal svou kariéru v Arsenalu ve věku 8 let, v roce 2020 byl na hostování v Cork City a v roce 2021 ve Wealdstone. Arsenal opustil na konci sezóny 2020/21 (po 13 letech v klubu) a prošel zkouškou v Manchester United, než v září 2021 podepsal smlouvu s Doncasterem Rovers.

## Statistiky

### Klubové
Platí k zápasu hranému 12. ledna 2025.
| Klub                   | Sezóna            | Liga                               | Liga   | Liga | Národní pohár | Národní pohár | Ligový pohár | Ligový pohár | Ostatní | Ostatní | Celkově | Celkově |
| Klub                   | Sezóna            | Soutěž                             | Zápasy | Góly | Zápasy        | Góly          | Zápasy       | Góly         | Zápasy  | Góly    | Zápasy  | Góly    |
| ---------------------- | ----------------- | ---------------------------------- | ------ | ---- | ------------- | ------------- | ------------ | ------------ | ------- | ------- | ------- | ------- |
| Arsenal                | 2019/20           | Premier League                     | 0      | 0    | 0             | 0             | 0            | 0            | 0       | 0       | 0       | 0       |
| Arsenal                | 2020/21           | Premier League                     | 0      | 0    | 0             | 0             | 0            | 0            | 0       | 0       | 0       | 0       |
| Arsenal                | Celkově           | Celkově                            | 0      | 0    | 0             | 0             | 0            | 0            | 0       | 0       | 0       | 0       |
| Cork City (hostování)  | 2020              | League of Ireland Premier Division | 15     | 1    | 1             | 0             | 0            | 0            | 0       | 0       | 16      | 1       |
| Wealdstone (hostování) | 2020/21           | National League                    | 13     | 0    | 0             | 0             | 0            | 0            | 0       | 0       | 13      | 0       |
| Doncaster Rovers       | 2021/22           | EFL League One                     | 35     | 4    | 1             | 0             | 0            | 0            | 2       | 0       | 38      | 4       |
| Doncaster Rovers       | 2022/23           | EFL League Two                     | 17     | 1    | 0             | 0             | 1            | 0            | 1       | 0       | 19      | 1       |
| Doncaster Rovers       | 2023/24           | EFL League Two                     | 38     | 0    | 2             | 0             | 2            | 0            | 6       | 0       | 48      | 0       |
| Doncaster Rovers       | 2024/25           | EFL League Two                     | 21     | 2    | 3             | 0             | 2            | 0            | 2       | 0       | 28      | 2       |
| Doncaster Rovers       | Celkově           | Celkově                            | 111    | 7    | 6             | 0             | 5            | 0            | 11      | 0       | 133     | 7       |
| Celkově v kariéře      | Celkově v kariéře | Celkově v kariéře                  | 139    | 8    | 7             | 0             | 5            | 0            | 11      | 0       | 162     | 7       |